# فدراسیون عمومی کارگران یهودی
فدراسیون عمومی کارگران یهودی (به ییدیش: ‏אַלגעמײנער ייִדישער אַרבעטער־בונד אין ליטע, פּױלן און רוסלאַנד) یک حزب سوسیالیست یهودی سکولار بود که ابتدا در امپراتوری روسیه تشکیل شد و بین سال‌های ۱۸۹۷ و ۱۹۲۰ فعال بود. در سال ۱۹۱۷ بخش لهستانی قدراسیون، که مربوط به زمان‌هایی بود که لهستان یک قلمرو روسیه بود، از فدراسیون روسیه جدا شد و یک بخش لهستانی جدید ایجاد کرد.